# ハイサイ探偵団
ハイサイ探偵団（ハイサイたんていだん）は日本のYouTuberの集まり。主に沖縄県を舞台に配信を行っている。沖縄を舞台とした釣り、料理、観光動画の他、リスナーからの依頼に応える調査や企業とのタイアップ企画などを配信している。他に「ハイサイ探偵団の休日」「ハイサイ探偵団のアニマルズ」「ハイサイ探偵団のサブチャン][公認ハイサイ探偵団の切り抜き]と言うサブチャンネルも持っている。

## 概要
ハイサイ探偵団は団長のひっちゃソ（ひっちゃん）が友人たちとの思い出づくりのための動画撮影を始めたことを契機に、動画データの保存先にYouTubeを選んだことが始まりである。ひっちゃソはハイサイ探偵団が発展した理由として、まず自分たちが楽しく興味のあるものを継続的にアップロードし続けたことであるとした。目標は、ローカル番組を持ちたくさんの人と出会うことであると述べていた。
2016年、沖縄海邦銀行による金融経済教育アプリをプレイするタイアップ動画の作成を行った。同年、かつて企画した「心霊動画撮れるまで帰れません！」をベースとした沖縄の映像制作団体と作成したドラマがソフト化された。
2017年9月にはクリーンビーチ活動を呼びかけ、沖縄の海岸・漁港にてゴミ拾いイベントを行った。この清掃活動は2018年にも継続された。2017年11月より、エフエム沖縄で『ハイサイ探偵団の9時にラジオやってみた』（ハイサイのクジラジ）を担当した。2018年には、NAHAマラソンに同グループのメンバーが参加・完走し、走者や沿道の応援の様子を収めた動画を配信した。
2015年5月よりUUUMに所属していたが、2020年4月に脱退したことを動画で公表した。動画ではメンバーが増えていることを脱退の理由として挙げ、今後のイベント広告やマネジメント業務はハイサイ探偵団自身で行われることが伝えられた。2022年1月現在、メインチャンネルの登録者数117万人を超えるYouTuberグループではあるが、その一方で給料面などは他のグループと比べると人数が多いため他グループより低いことや、それでもかつての同級生同士や知人同士さらには地元仲間として活動していることにより、社会人だった頃と比べるとストレスのない環境で活動していると述べている。
投稿される動画は、基本的に内容がわかるタイトルとなっているが、内容によっては若干事実とは違う部分も多々あり、「再生数を上げるための一種のタイトル詐欺ではないか」というコメントも見られる。また、テロップの間違い（誤字・脱字）も多い。

### 釣り
釣り系YouTuberと見做されているが、元々は「～してみた」などの挑戦動画を主としていた。2016年頃から釣り系の動画を多く配信するようになる。特別釣りが上手なわけでもなかったハイサイ探偵団が、釣りを行う動画を多く配信する理由については、魚釣りが好きであることの他、他県では釣れない沖縄の魚を紹介し、釣りを通して沖縄の良いところ、悪いところを伝えたいから、としている。ハイサイ探偵団の釣りはキャッチ・アンド・イートで行われ、基本的には釣った魚は、通常リリースされるような外道や毒魚であっても、調理可能である限り食べられる。
2018年9月、MY FIRST STORYのメンバーと、
同年12月には葉加瀬太郎と釣りを行う動画などを配信し、所謂YouTuberではないゲストとの釣行も行われている。2019年5月にはEXILEや 三代目J Soul Brothersなどが所属するLDHのHIP HOPユニットDOBERMAN INFINITYと釣り対決・バーベキューを行うコラボ動画を配信した。

### DIY活動
ハイサイ探偵団の事務所内のリフォームや施設外でピザ窯の製作や原付バイク改造などを行なっている。2018年夏に活動用車両としてトヨタ・ハイエースを購入し、車内のオーディオから座席にかけての修繕や、車外塗装・傷凹み修繕などを行なった。事務所工事関係はひっちゃソ・はるおっkら、車両関係はもーりー・336らを主とし共同で行われる。

### 料理
様々な経歴を持つメンバーが料理をするだけなのだが、基本的に釣りで入手した物を使用する事が多いが、重量やサイズの規模が大きい物が多い。

## メンバー
ハイサイ探偵団の人数は一定しておらず、専属メンバーから1回のみの登場の末端を含めると二十名規模とも言われている。メンバーの平均年齢も二十代前半から四十代前半と幅広い。リーダーのひっちゃソ（ひっちゃん）の他、はるおっk（はるおっき）、336（さんさんろく）など専属とよばれるレギュラーメンバーを中心として動画が撮影される。その他、不定期出演のメンバーとして武C（たけシー）やJOY（ジョイ）などが挙げられる。メンバー中で、カメラ撮影の役割は固定されておらず、手の空いたメンバーがカメラ撮影をしている。

### 専属メンバー
主に動画に頻繁に出演し、専業YouTuberとして活動するレギュラーメンバーを表す。
ひっちゃソ（ひっちゃん）（博人）_リーダー_初期メンバー
ハイサイ探偵団の立ち上げ理由として思い出作りに動画撮影をしていて保存先にニコニコ動画やYouTubeを選んだことがきっかけだという。ノリ良すぎるのが目立ち、引きそうなほど悪ノリも目立つが、笑いに変わっている。
専業YouTuberになる前は、建設関連の仕事に従事しており、左官工・土間業の知識・技能に明るい。

336（さんさんろく）_音楽・ツッコミ・にんにく・フローリング担当_初期メンバー
アンダーグラウンドでラッパーとしても活動している。にんにくをこよなく愛し、頻繁に動画のネタになる。尚2021年7月2日にハイサイ探偵団の休日チャンネルでアップロードされた動画では花椒(ホアジャオ)にもハマっている事が判明している。
専業YouTuberになる前は、家電・清掃業関連の仕事に従事しており、動画内で使用するハイエースや事務所の掃除系の動画にメイン出演している。
甲殻類アレルギーであり、海老や蟹を食べる事が出来ないため、サバイバル企画の際に蟹を手に入れても食べる事が出来ない。
はるおっk（はるおっき）_釣り・悪ノリ・おバカ・イケメン担当_初期メンバー
ひっちゃソの同級生。身長177cm。バンバンと共に語彙力に乏しく、頻繁に言い間違えをするが、両者共に愛されており、笑いに変わることが多い。盛り上げ役を務めることが多く、その分悪ノリも多い。本田圭佑のモノマネをする、じゅんいちダビッドソンに話し方が似ているとの評判。
専業YouTuberになる前は、建設・工事関連の仕事に従事していた。
もーりー(仲栄真)工作・小道具・裏方・悪ノリ担当_初期メンバー
ものづくりが得意分野。ハイサイ随一のやらかしの天才であり、資金消失事件を起こしている。
専業YouTuberになる前は、板金系の仕事に従事しており、ハイエース改造や事務所工事の全面指揮をとっている。
よったけ_音楽・外部交渉担当、初期メンバー
音楽面では主にシンガーとして曲に参加している。ひっちゃん、はるおっkは同級生。
パンチ(伊志嶺健太)
しょうたTの後輩でハイサイ初の内地出身(滋賀県)。高校卒業後、宮古島に住み2022年8月ににハイサイ探偵団のチャンネルでアップロードされた動画にてメンバー入りが発表され専属メンバーとなる。ハイサイ探偵団最年少メンバー。宮古島に住んで居たときに車海老の養殖場で働いていたのでエビなどには、詳しくその経験を活かし現在ハイサイの事務所で車海老を飼育している。
はまちゃん_編集・資材管理・外部交渉・フローリング担当メンバー
自身のYouTubeチャンネルである「はま」を持つ。
ぴーろーさん(嘉陽弘哲)
もりもりさんの一番弟子。2021年10月、メンバー加入の発表。後に海人となり、現在ハイサイ丸の船長。
漁師関連前の職歴は、障害者支援関係の仕事に従事していた。

つーばー(山城翼)_釣り・イケメン担当メンバー
ハイサイ探偵団における釣りの発起人でもある。よったけと共に曲を発表した。2022年4月21日にハイサイ探偵団のチャンネルでアップロードされた動画にて専属メンバー入りが発表され専属メンバーへとなる。魚が苦手で食べられない。あくまで釣りはスポーツとのこと。そしてハイサイ専属になるまえは、釣具店イエローフィッシュで働いていたため釣具などには、とても詳しい。
2023年4月よりハイサイ丸の副船長を務めるため、撮影から遠ざかっていたが2024年5月にハイサイ丸の経営方針の見直しに伴い撮影レギュラーメンバーとして復帰した。

### その他のメンバー
不定期出演・本業や撮影スケジュールの都合上、頻繁に動画に出演しないメンバーを表す。
武C（城間武幸）_サバイバル・料理担当、初期メンバー
2018年夏に開業した飲食店"居食屋 武C"に専念する為、専属メンバーから離れた。店舗のテナントはかつて孫六が食堂を行なっていた場所である。2019年初秋、移転により閉店し、現在は沖縄市銀天街で接客業「あしびBar武c」を営む。どの仕事に対してもあまり熱心ではないと思われがちだが、実際はその通りであるハイサイ探偵団加入前は、飲食・建設関連の仕事に従事していた。
バンバン（ばんばん）(大城雄汰)_釣り・おバカ・いじられキャラ担当メンバー
2023年9月 社長になる夢を叶えるため専属から外れる
元々こうちゃんと共に「きょうは釣れるばーよ」というチャンネルでフラーバンバンとして活動。2018年12月に新メンバーとして加入。
料理動画で感想を求められた際、「うまっ」、「まずっ」が口癖。味の感想を述べることはごく稀である。言い間違いの多さ、例えの間違い方には定評があり、はるおっkと双璧をなす。
大学卒業後は、ガソリンスタンドや中古車販売、マリンスポーツ関連の仕事に従事していた。甘いものが苦手なのにも関わらず、勤務していた女性に惚れ込みドーナツ屋でバイトをしていたこともある。
孫六さん（まごろく）_料理担当メンバー
ハイサイ探偵団最年長メンバー。独特なトークが人気のメンバー。ハイサイ探偵団の他、単独の料理チャンネルを持つ。2018年夏まで飲食店"鉄板食堂 孫六"を営んでいた。趣味は料理・食べ歩き。
ラッパーの漢 a.k.a GAMIに酷似した顔立ちが特徴。
専業YouTuberになる前は、飲食関連の仕事に従事していた。
JOY（ジョイ）_大食い担当、初期メンバー
2020年5月にカップルチャンネルとして個人チャンネルを開設した。その後結婚。
つーぐー_裏方担当メンバー
ひっちゃんの実弟。出演だけでなく裏方なども担当する。
あべし_毒舌担当、初期メンバー
2020年6月に専属メンバーとなったが、2021年10月にパチンコ店に転職の為専属メンバーから離脱。
ゆっしー_編集・企画担当メンバー
2022年2月28日に専属メンバーから脱退、精神的な疲労を癒す為に沖縄を離れて夢だった何処かの田舎に移住して静養するとの事。
タバタ_(田端孝春)
動物好きであると同時にお化け嫌いで、県内のお化け屋敷企画では恐怖のあまり涙している。
中小企業経営者。
マサックス_ダンス・お笑い担当メンバー
現在は東京都在住。2020年の動画を最後に出演していない。

こうちゃん（上原 康平）_サバイバル・釣り・フローリング担当メンバー
バンバンの同級生。2018年10月に専属メンバーとなったが、2019年末には個人活動である釣りに集中する為、専属メンバーから離れたが、2021年11月に専属メンバーに復帰した。年上へのタメ口が目立ち、コメント欄が荒れることが多い。それを心配してか、タメ口を逆手に取ったドッキリ企画を行ったが、評判の悪さは改善されていない。結局は炎上系という枠扱いとして落ち着かせている。2023年9月28日に専属メンバーから2度目の脱退。

### 旧メンバー
金さん（きんさん）_サバイバル担当メンバー
2019年1月をもって脱退。
お塩_料理担当、初期メンバー
2021年10月をもって脱退。現在は飲食店で勤務しながら、自身の夢である自営業に向けての修行中とのこと。

### 助っ人
ハイサイ探偵団の正式なメンバーではないものの、企画内容次第でレギュラー出演する人物。
モリモリさん（与那城 守幸）
釣り・サバイバル企画で主に出演。漁師および遊漁船の船長も務めるプロ・アングラーである。
師匠（きよしTV）
ひっちゃんの叔父さん、事務所の二階に住んでいる。DIY動画（ピザ窯、ウッドデッキなど）での土木指導に関わっている。

## ラジオ番組
ハイサイ探偵団の9時にラジオやってみたは、2017年11月1日から2019年3月27日までエフエム沖縄で放送されたハイサイ探偵団がパーソナリティを勤めていたラジオ番組。ハイサイのクジラジと略された。

## 音楽
- 336 feat.よったけ (ハイサイ探偵団) 『Ways』（2018年10月31日）
- つーばー feat.よったけ(ハイサイ探偵団) 『ナツノセイ』（2018年10月31日）

## 映像作品
- 『PROJECT9作品集Vol.3 ハイサイ探偵団 ~赤い影~ PJ-9短編コレクション』（楽創舎）458-0385100749

## 出演
- CREAM / 「BANANA」(2019年) 出演:ひっちゃソ・バンバン